# (6382) 1988 EL
(6382) 1988 EL est un objet de la ceinture principale intérieure de 4,931 km de diamètre découvert en 1988.

## Description
(6382) 1988 EL a été découvert le 14 mars 1988 à l'observatoire Palomar, situé au nord de San Diego en Californie, par J. Alu.

### Caractéristiques orbitales
L'orbite de cet astéroïde est caractérisée par un demi-grand axe de 1,82 UA, un périhélie de 1,74 UA, une excentricité de 0,05 et une inclinaison de 18,55° par rapport à l'écliptique. Du fait de ces caractéristiques, à savoir un demi-grand axe inférieur à 2 UA et un périhélie supérieur à 1,666 UA, il est classé, selon la JPL Small-Body Database, objet de la ceinture principale intérieure.

### Caractéristiques physiques
(6382) 1988 EL a une magnitude absolue (H) de 13,8 et un albédo estimé à 0,254, ce qui permet de calculer un diamètre de 4,931 km. Ces résultats ont été obtenus grâce aux observations du Wide-field Infrared Survey Explorer (WISE), un télescope spatial américain mis en orbite en 2009 et observant l'ensemble du ciel dans l'infrarouge, et publiés en 2014 dans un article présentant les résultats concernant 2 835 astéroïdes de la ceinture principale.